# Pfarrkirche Ottendorf an der Rittschein

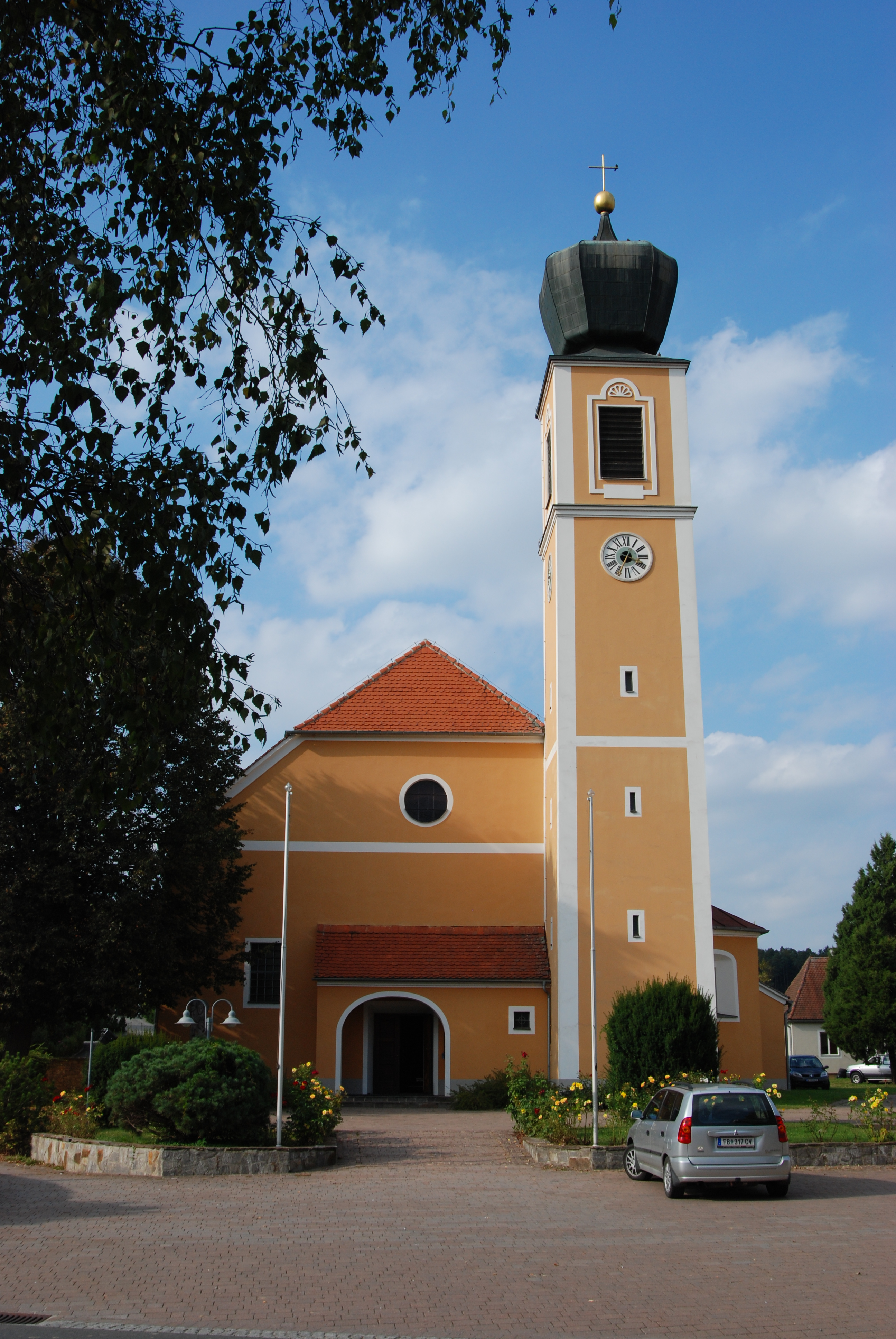
Pfarrkirche hl. Helena

Die römisch-katholische Pfarrkirche Ottendorf an der Rittschein steht im Ort Ottendorf in der Gemeinde Ottendorf an der Rittschein in der Steiermark. Die Pfarrkirche hl. Helena gehört zum Dekanat Gleisdorf in der Diözese Graz-Seckau und steht unter Denkmalschutz (Listeneintrag).

## Geschichte
Die Kirche wurde 1477 als Filialkirche der Pfarrkirche Hartmannsdorf erbaut. Bei einer Erweiterung der Kirche wurde am Fronbogen das Jahr 1587 genannt. Die Kirche wurde 1949 zur Pfarrkirche erhoben. Von 1956 bis 1957 erfolgte nach den Plänen der Architekten Franz Plentner und Anton Walter im Norden ein Neubau, wodurch der alte Sakralbau zur Vorhalle wurde.

## Architektur
An das dreijochige Langhaus mit Platzlgewölben schließt der Chor mit einem Fünfachtelschluss unter einem Netzgratgewölbe an. Beim Südturm wurde das Glockengeschoß und der Zwiebelhelm im 20. Jahrhundert erneuert. Der Saalraum im Stil der Moderne ist geräumig mit einer querschiffartigen Verbreiterung und hat einen schachtartig erhöhten Altarraum. Er hat ein offenes Satteldach mit vorgezogenen Stützmauern und Durchgängen. Die Außengestaltung der alten Kirche wurde dem Neubau angepasst, das Westportal des Altbaus wurde vermauert.
Vor der Kirche stehen Steinfiguren Christophorus und Maria vom Bildhauer Alfred Schlosser (1968).

## Ausstattung

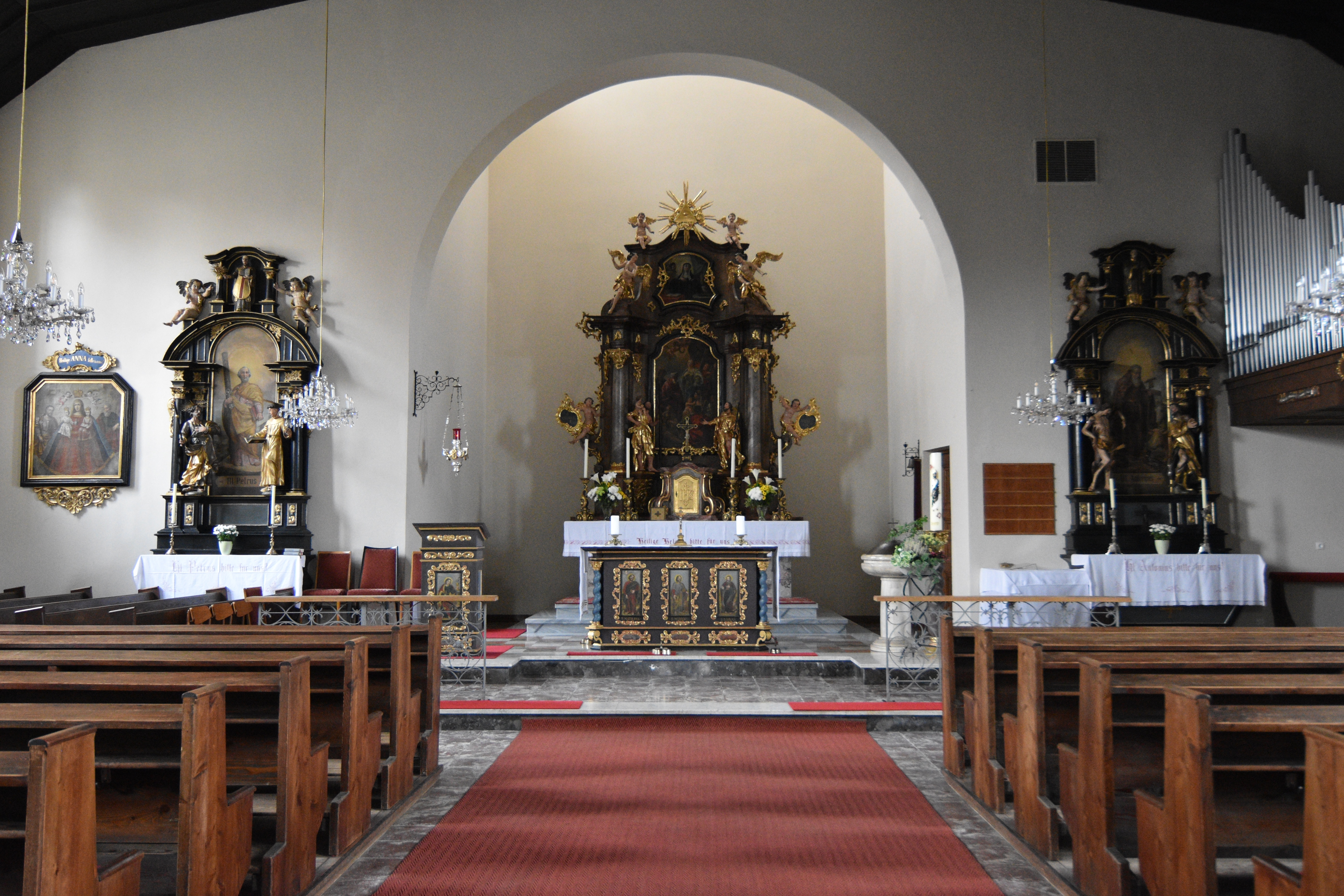
Der Altarraum

Die Inneneinrichtung wurde aus mehreren Kirchen hierher übertragen. Der Hochaltar aus dem dritten Viertel des 18. Jahrhunderts stammt aus der Kirche in St. Erhard in der Breitenau. Das Altarblatt zeigt die Heilige Familie mit Helena. Die Seitenaltäre aus dem dritten Viertel des 17. Jahrhunderts sind vom Heiligen Berg bei Bärnbach, ihre Altarblätter zeigen Petrus und Antonius. Sie sind nach einem Entwurf von August Kurz-Goldenstein dem Jüngeren gestaltet und stammen aus dem 20. Jahrhundert. Die Figuren Joseph und Isidor sind aus der Friedhofskapelle zu Pischelsdorf übertragen worden.
Der alte Hochaltar aus 1885 in der Vorhalle im Stil der Neurenaissance trägt zwei barocke Figuren aus dem 18. Jahrhundert. Das Altarbild der Helena malte Toni Hafner.
Die Orgel bauten 1960 die Brüder Hopferwieser.